# Kersti Kaljulaid

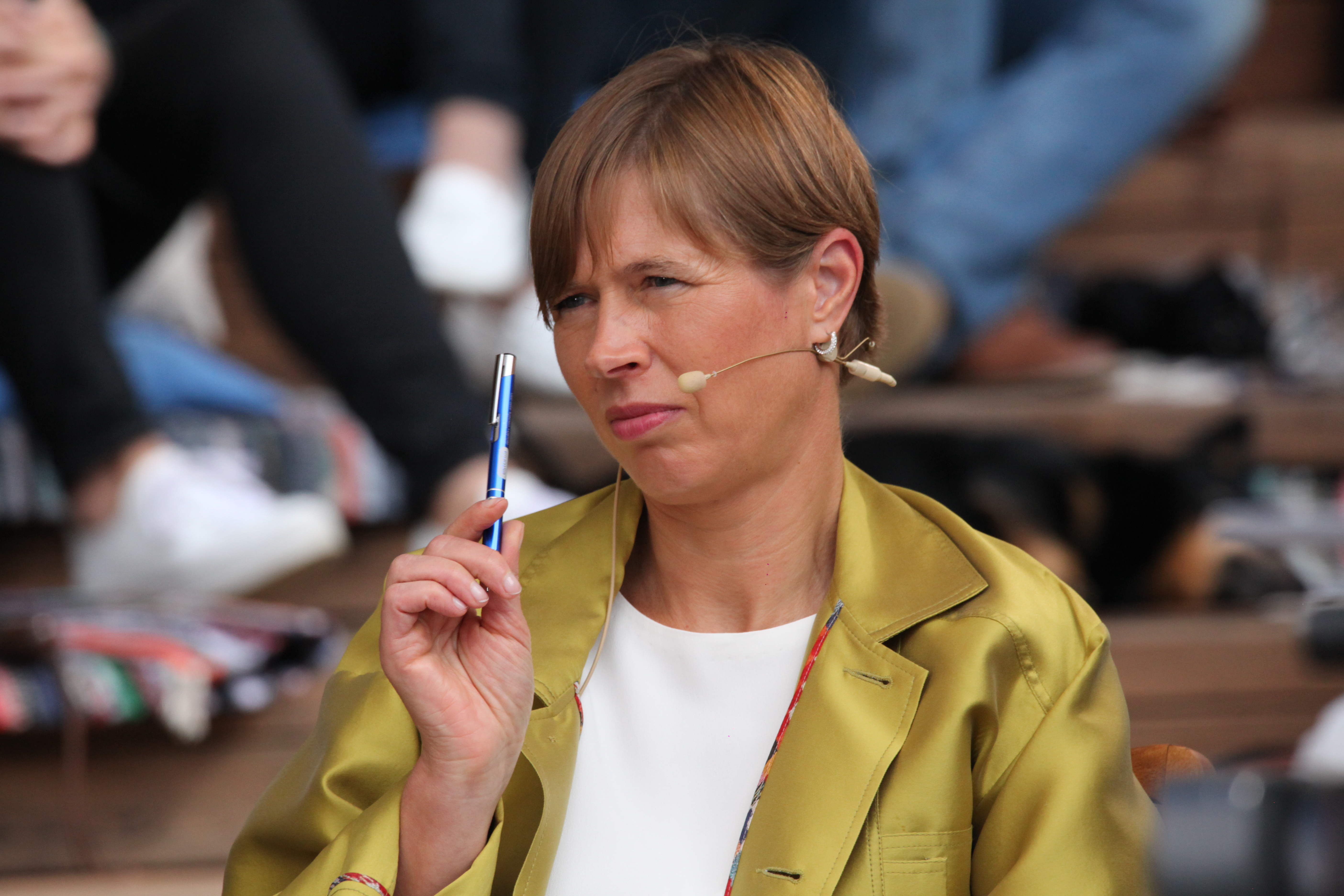
Kersti Kaljulaid (2021)

Kersti Kaljulaid [ˈkersti ˈkɑljulɑid̥], född 30 december 1969 i Tartu i dåvarande Estniska SSR, är en estnisk ekonom och liberalkonservativ politiker, som från 10 oktober 2016 till 11 oktober 2021 var Estlands president. Hon var dessförinnan Estlands representant i Europeiska revisionsrätten från 2004 fram till 2016, då hon valdes till president Toomas Hendrik Ilves efterträdare av parlamentet den 3 oktober, med tillträde 10 oktober.
Kaljulaid blev Republiken Estlands femte president sedan ämbetet inrättades 1938 och den fjärde sedan självständigheten från Sovjetunionen 1991. Hon är även den första kvinnan på posten, och var med 46 år den yngsta presidenten vid ämbetstillträdet. Kaljulaid blev 2017 första estniska på tidskriften Forbes lista över världens 100 mäktigaste kvinnor, på 78:e plats och som 22:a ledare bland världens mest inflytelserika kvinnliga politiska ledare.

## Biografi

### Utbildning
Kaljulaid är född i Tartu och tog gymnasieexamen 1987 vid Mustamäes gymnasium i Tallinn. Hon har en examen cum laude i biologi med inriktning mot genetik och en masterexamen i affärsadministration (MBA) från Tartu universitet. Sedan studenttiden är hon medlem av den traditionsrika kvinnostudentorganisationen Filiae Patriae i Tartu. Hon har även påbörjat en doktorsavhandling vid Tartu universitet 2007, som hon senare avbröt.

### Tidig karriär
Mellan 1996 och 1997 arbetade hon för Eesti Telefon och därefter fram till 1999 inom banksektorn, bland annat för Hansabank. Från 1999 till 2002 var hon ekonomipolitisk rådgivare till Estlands premiärminister Mart Laar. Från 2001 till 2004 var hon även medlem av regeringspartiet Förbundet Fäderneslandet, utan att kandidera till något folkvalt ämbete. 
2002–2004 var hon VD för kraftverket i Iru, ett dotterbolag till kraftbolaget Eesti Energia AS. Under denna period medverkade hon även som politisk kommentator i radioprogrammet Keskpäevatund i den kommersiella radiokanalen Kuku Raadio.

### EU-revisor 2004–2016

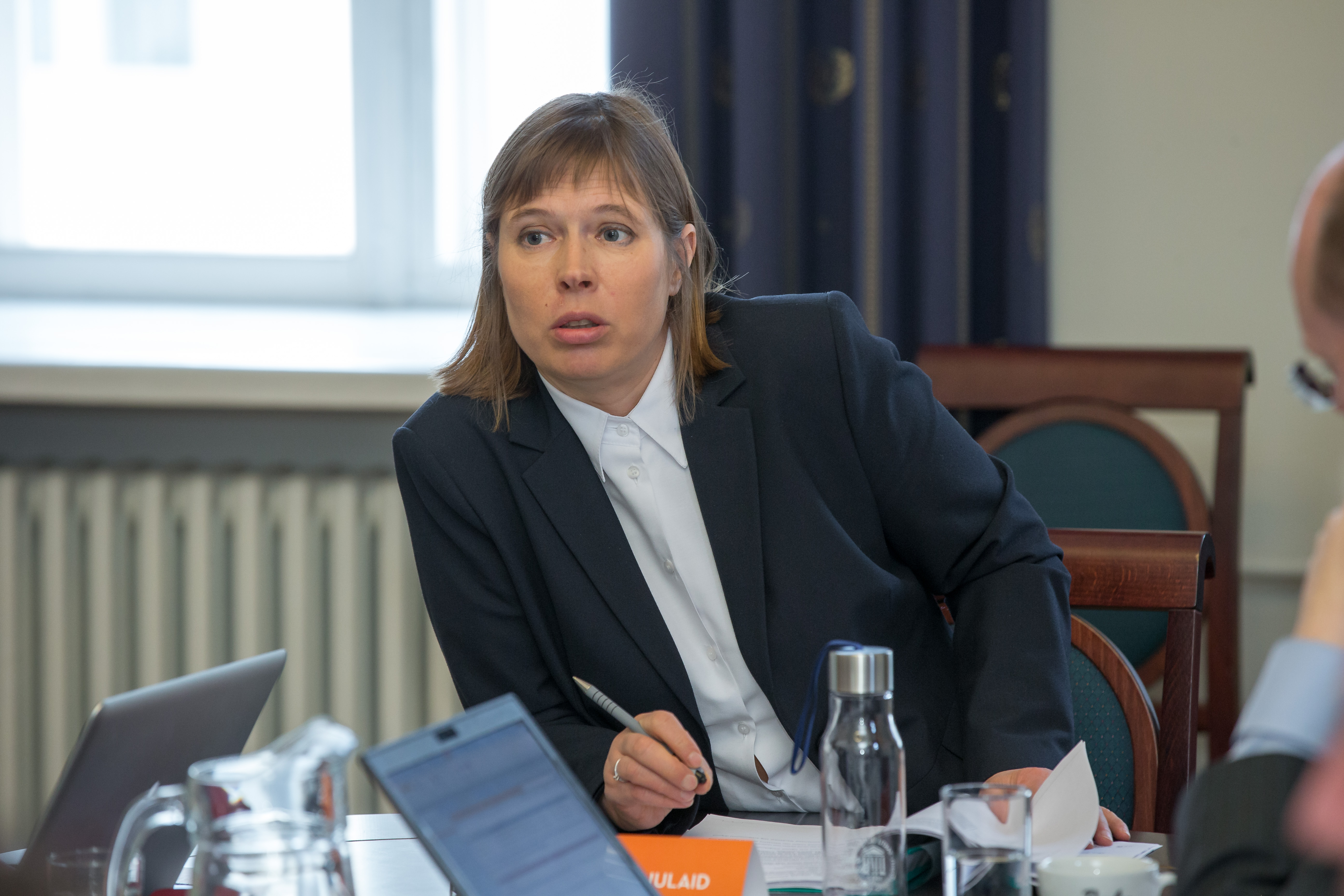
Kersti Kaljulaid som Tartu universitets styrelseordförande, 2016.

År 2004 utsågs hon av regeringen till EU-revisor och Estlands representant i Europeiska revisionsrätten. Hon var under denna period bosatt i Luxemburg. Formellt upphörde hennes uppdrag i maj 2016, men då regeringen inte ännu utsett någon efterträdare fortsatte hon i denna roll fram till september 2016, eftersom EU-lagstiftningen inte tillåter att posten lämnas vakant. 2012 tillträdde hon som ordförande för universitetsstyrelsen vid Tartu universitet.

### President 2016–2021

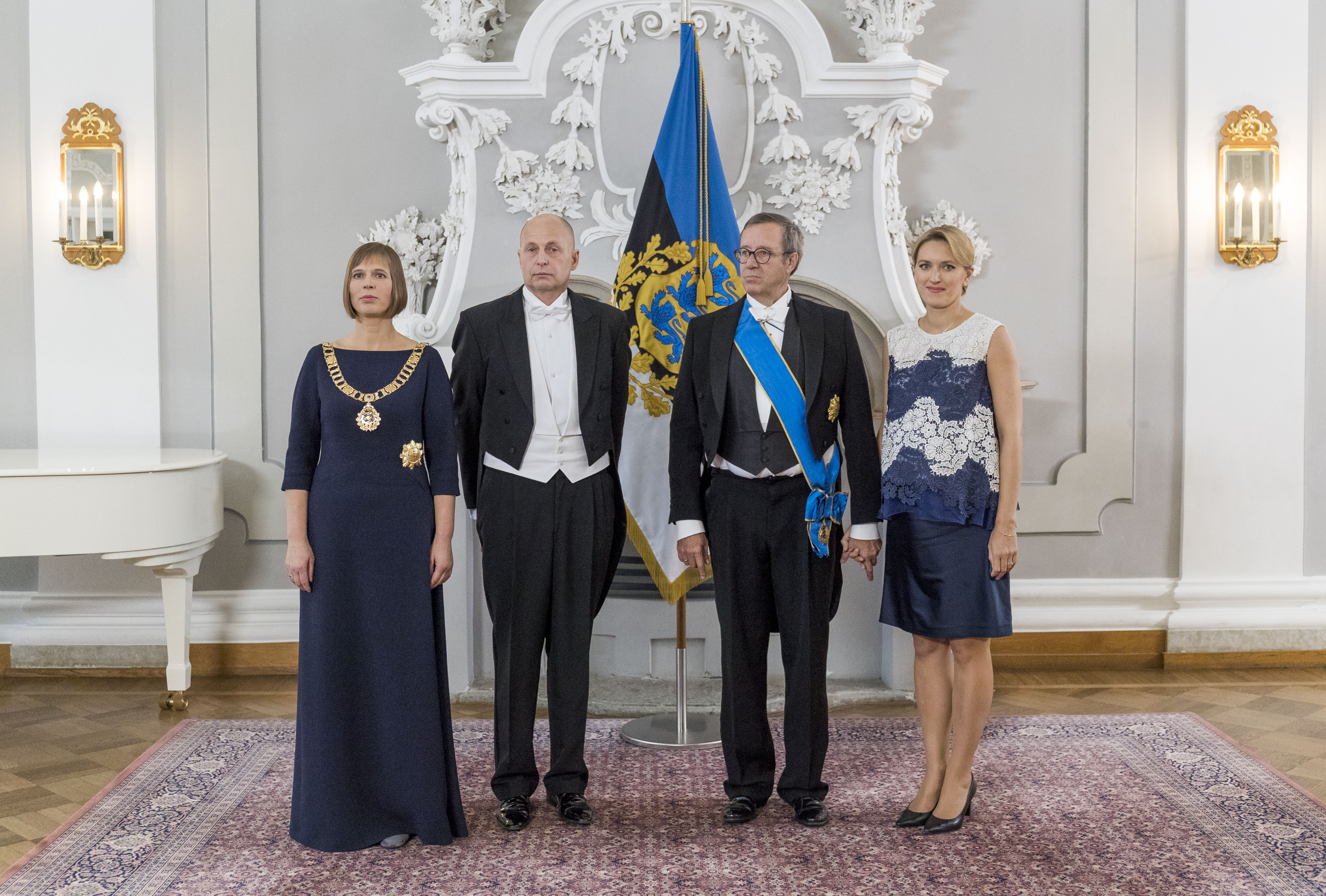
Kaljulaid och den avgående presidenten Toomas Hendrik Ilves med makar i samband med installationsceremonin 10 oktober 2016.

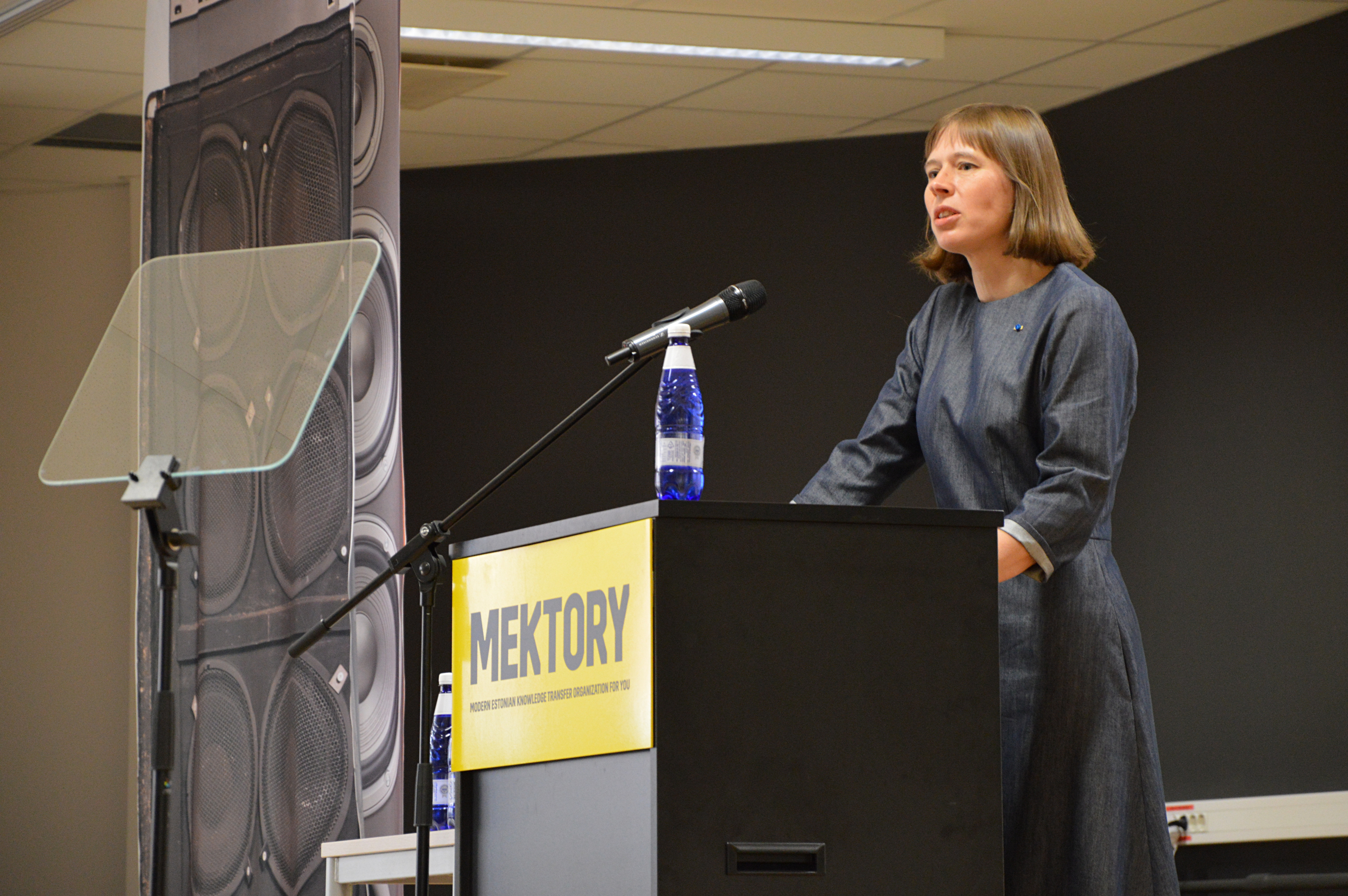
Kaljulaid under Europeiska fysikolympiaden 2017.

Den 30 september 2016 nominerades hon av en bred koalition till Estlands president, efter att de tre plus två valomgångarna i parlamentet respektive elektorskollegiet misslyckats med att hitta en majoritetskandidat vid det första valet samma år. Kaljulaid lanserades därför av parlamentets presidium som en oberoende kompromisskandidat i ett nyvalsförfarande. Hon valdes därefter med 81 av 98 röster till presidentposten av parlamentet Riigikogu den 3 oktober. Det enda parti som kollektivt lade ned sina röster vid valet var nationalkonservativa EKRE. 
Kaljulaid nominerades inte till en andra mandatperiod, då mittenregeringskoalitionen av Centerpartiet och Reformpartiet valde att stödja Alar Karis som sin presidentkandidat och oppositionspartierna Isamaa och Socialdemokraterna inte hade tillräckligt många parlamentariker som stödde Kaljulaids nominering. Karis valdes därför av Riigikogu till hennes efterträdare utan motkandidater i valet 2021.

## Familj och privatliv
Kaljulaid har två vuxna barn, en dotter och en son, i sitt första äktenskap med Taavi Talvik. Hon har två söner med sin nuvarande man, telekommunikationsingenjören Georgi-Rene Maksimovski. Kaljulaids halvbror, Raimond Kaljulaid, är lokalpolitiker i Tallinn.
Kaljulaid är långdistanslöpare på fritiden, med 11:e plats i maratonloppet Eesti maratonijooks 2007  (3:52.53) och 23:e plats 2008 (3:55.56). Hon har sedan dess slutat springa heldistansen.
Hon talar, förutom estniska, flytande finska, engelska och franska, tyska på B1-certifikatsnivå
samt, enligt egen utsago, "usel" ryska.

## Politiska ställningstaganden
Kaljulaid har en bakgrund som näringslivsekonom, politisk rådgivare och EU-revisor, och har tidigare inte kandiderat till något folkvalt ämbete. Hon betecknar sig politiskt som liberalkonservativ; mer liberal i sociala frågor som immigration och HBTQ-frågor och mer konservativ i ekonomiska frågor, där hon vill stärka civilsamhällets roll i förhållande till staten.
Vid installationen av Jüri Ratas andra regering 29 april 2019 bar Kaljulaid en tröja med texten Sõna on vaba, "Ordet är fritt". Installationen hade föregåtts av politiska stridigheter kring det högerpopulistiska Estlands konservativa folkparti, EKRE:s medverkan i regeringen, där den tillträdande finansministern, Martin Helme (EKRE), hade begärt att det offentliga mediebolaget ERR skulle bestraffa journalister som gjort sig skyldiga till vad EKRE såg som partisk kritik av EKRE. Både på det offentliga ERR och dagstidningen Postimees förekom efter valet uppsägningar från reportrar som utsatts för påtryckningar från ledningen att censurera kritik gentemot EKRE. Kaljulaids klädval sågs därför som en markering för pressfriheten. Under samma installationsceremoni lämnade Kaljulaid tillfälligt ceremonin vid utrikeshandels- och IT-ministern Marti Kuusiks (EKRE) installation, i samband med de medieuppgifter om våldsbrottsmisstankar mot Kuusik som framkommit samma dag. Kuusik förnekade anklagelserna och svor ämbetseden inför det tomma podiet men lämnade följande dag in sin avskedsansökan till premiärministern och presidenten, efter att polis och åklagare inlett en utredning.

## Publikationer
Kaljulaid har författat artiklar i estnisk press om europeisk politik och har medverkat som politisk kommentator i radioprogrammen Keskpäevatund och Eurominutid i den kommersiella radiokanalen Kuku Raadio.